# Зігфрід Менерт
Зігфрід Менерт (нім. Siegfried Mehnert); 3 березня 1963, Деліч) — німецький боксер, дворазовий чемпіон Європи серед аматорів.

## Аматорська кар'єра
1982 року Зігфрід Менерт завоював золоту медаль на молодіжному чемпіонаті Європи.
На чемпіонаті Європи 1983 завоював бронзову медаль в категорії до 63,5 кг.
- В 1/8 фіналу переміг Александера Кунцлера (ФРН) — 5-0
- У чвертьфіналі переміг Драгоміра Іліє (Румунія) — 5-0
- В півфіналі програв Мірко Пузовичу (Югославія) — 1-4

Через бойкот Олімпійських ігор 1984 представниками з соціалістичних країн пропустив Олімпіаду і завоював бронзову медаль на альтернативних змаганнях Дружба-84.
На чемпіонаті Європи 1985 завоював золоту медаль.
- В 1/8 фіналу переміг Мехмета Деміркапі (Туреччина) — KO 2
- У чвертьфіналі переміг Христо Фурнігова (Болгарія) — 4-1
- В півфіналі переміг В'ячеслава Яновського (СРСР) — 4-1
- У фіналі переміг Імре Бачкаї (Угорщина) — 5-0

На Кубку світу 1985 здобув дві перемоги, програв у фіналі і завоював срібну медаль.
На чемпіонаті світу 1986 програв у другому бою Василю Шишову (СРСР) — 1-4.
На чемпіонаті Європи 1987 завоював срібну медаль в категорії до 67 кг.
- В 1/8 фіналу переміг Іштвана Якаба (Угорщина) — 5-0
- У чвертьфіналі переміг Александера Кунцлера (ФРН) — 4-1
- В півфіналі переміг Георге Петронієвича (Югославія) — 5-0
- У фіналі програв Василю Шишову (СРСР) — 2-3

На Кубку світу 1987 завоював золоту медаль, у фіналі здолавши Хуана Карлос Лемуса (Куба) — 5-0.
На Олімпійських іграх 1988 переміг Хосе Ортіса (Пуерто-Рико) — 5-0 і Абделла Тауане (Марокко) — 5-0, а в третьому бою програв Сон Хьон Соп (Південна Корея) — 2-3.
На чемпіонаті Європи 1989 завоював золоту медаль.
- В 1/8 фіналу переміг Володимира Єрещенко (СРСР) — 5-0
- У чвертьфіналі переміг Юргена Кьоніга (Австрія) — RSCH 2
- В півфіналі переміг Муйо Байровича (Югославія) — KO 2
- У фіналі переміг Борислава Абаджиєва (Болгарія) — 4-1

На чемпіонаті світу 1989 завоював срібну медаль.
- В 1/8 фіналу переміг Хуана Карлос Лемуса (Куба) — 28-19
- У чвертьфіналі переміг Лоранта Сабо (Угорщина) — 29-11
- В півфіналі переміг Володимира Єрещенко (СРСР) — 26-12
- У фіналі програв Франциску Ваштаг (Румунія) — 15-27

Завершивши виступи, Зігфрід Менерт перейшов до тренерської роботи.